# Почтовые индексы в Ираке

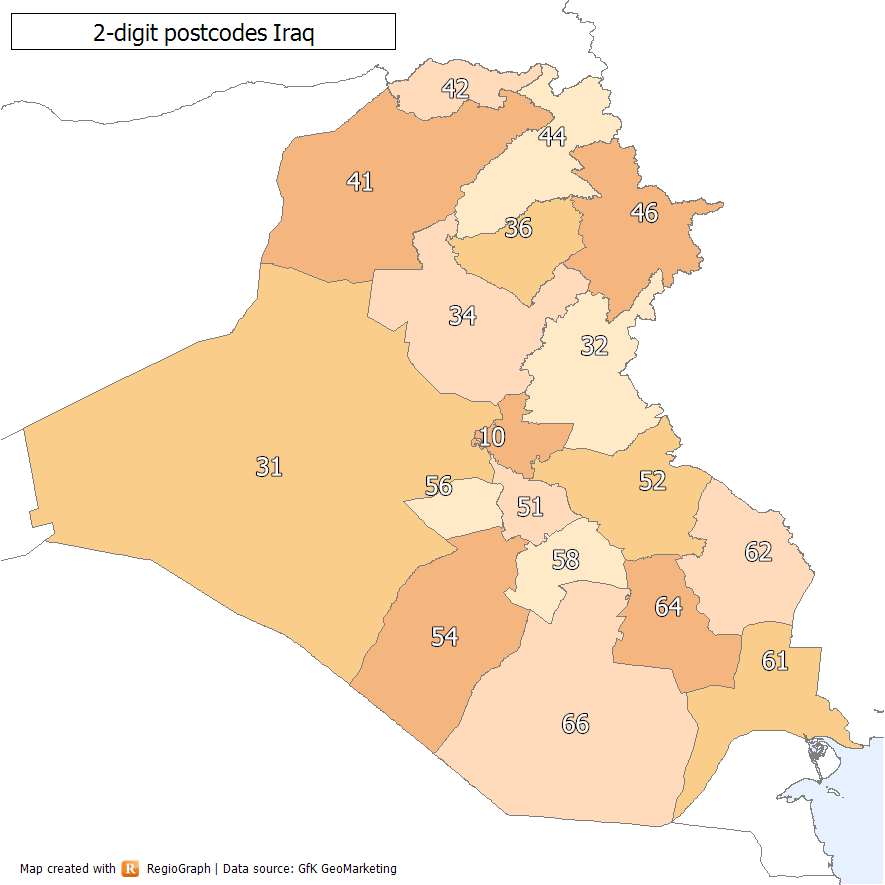
Карта почтовых округов (провинций) Ирака, обозначенных двухзначными кодами, которые соответствуют первым двум цифрам почтового индекса

Почтовые индексы в Ираке — система пятизначных цифровых кодов, которыми обозначаются регион, провинции (мухафазы), а также почтовые отделения в пределах провинций Ирака. Эта новая система почтовых индексов была введена в Ираке в 2004 году и призвана учитывать будущую модернизацию иракской почты и экономию времени и ресурсов путём автоматизации обработки писем.

## История
В 1991 и 2003 годах Ирак предпринимал попытки внедрения системы почтовых индексов, но они не получили широкого применения. В обоих случаях ставилась цель идентификации уличного адреса или доставочного адреса вместе с указанием провинции и почтового отделения. Обе системы с самого начала имели ограничения, препятствовавшие дальнейшему развитию почты, и были чрезмерно усложнёнными.
В 2004 году генеральный почтмейстер Ирака Ибрахим Хусейн Али (Ibraheem Hussien Ali) и почтовые консультанты Временной коалиционной администрации (англ. Coalition Provisional Authority, или CPA) и Министерства связи предприняли исправление и модернизирование системы почтовых индексов в Ираке. Группа специалистов иракской почты разработала всеобъемлющую систему индексов, лучше отвечающую нуждам страны и её населения. Согласившись на внесение ряда изменений в пятизначные почтовые индексы, эта группа экспертов смогла решить основные задачи, стоящие перед индексной системой, — ускорение обработки, перевозки, доставки почтовых отправлений и экономичность работы почты. Одними из основных преимуществ от использования системы индексирования являются повышение безопасности почты из-за уменьшения объёма сортировки корреспонденции вручную и обеспечение более быстрой и более точной её доставки адресату.

## Описание
Принятие единого почтового индекса — первый шаг на пути стандартизации адресования и автоматизации сортировки писем. Простота и гибкость почтовых индексов открывает возможность будущего роста объёмов почтовой корреспонденции в Ираке. В новых почтовых индексах используется простая пятизначная схема, которая идентифицирует географический регион, провинцию (мухафазу) и каждое почтовое отделение в пределах провинции. Отдельные почтовые индексы могут резервироваться для использования государством и крупными предприятиями. В городе Багдаде вместо названия города используется название почтового отделения (городского района). На уровне почтового отделения почтовый индекс указывает на почтовый ящик (почтовый шкаф) или местонахождение предприятия.
Самым важным изменением в системе почтовой индексации Ирака является то, что пятизначный индекс будет использоваться только на самой нижней строке адресного блока. Эта простая схема дает возможность будущего роста без полной модификации или изменения всей системы. Проблема конкретного адреса на строке доставки (вторая строка адресного блока) была решена с помощью простой схемы адреса доставки. И на второй, и на третьей строках адресного блока применяются разные схемы или форматы.
Современный пятизначный код иракского почтового индекса организован следующим образом:
- Первая цифра обозначает географический регион страны.
- Вторая цифра обозначает провинцию (мухафазу) Ирака.
- Третья цифра указывает на тип доставки (0 — улица, 1 — почтовый ящик, 2—9 — присваиваются крупным предприятиям).
- Последние две цифры идентифицируют конкретное почтовое отделение.

В целом, формат почтового адреса включает следующие элементы:
- Ф. И. О. получателя.
- Наименование компании (при наличии).
- № почтового ящика или адрес с указанием улицы.
- Город, провинция.
- Почтовый индекс.

## Примеры
Для внутренней корреспонденции:
Mr Ibraheem Hussien (Ф. И. О. отправителя/получателя: господин Ибрахим Хуссейн)

Post Office Box 654 (почтовый ящик/улица: п/я 654)

Al Asmaee, Al Basrah (город, провинция: Аль-Асмайе, Басра)

61102 (почтовый индекс)
Для международной корреспонденции:
Mr Ahmed Tarek

10 Qahwa Share’a

Al Asmaee, Al Basrah

61002, Iraq

## Преимущества
Иракская почтовая администрация считает, что введение почтовой индексации в Ираке приносит следующие основные преимущества:
- способствует оперативному реагированию противопожарной службы, полиции и скорой помощи;
- упрощает сортировку корреспонденции по регионам, провинциям, мухафазам, районам, городам и отдельным почтовым отделениям;
- снижает вероятность неправильной сортировки и неправильной доставки;
- облегчает обработку, перевозку и доставку почты;
- повышает скорость и надёжность оказания услуг;
- повышает безопасность, качество и производительность всего процесса;
- адаптировано к автоматизации и введению штрихкодов;
- увеличивает эффект масштаба при росте объёмов корреспонденции;
- способствуют международному признанию Ирака, так как почтовые индексы Ирака войдут в базу данных Всемирного почтового союза.

## Индексы провинций
Согласно почтовой индексации Ирака первые две цифры индекса (см. карту выше) означают провинции (мухафазы) страны:
| Провинция (мухафаза) | Диапазон почтовых индексов |
| -------------------- | -------------------------- |
| Анбар                | 31                         |
| Басра                | 61                         |
| Мутанна              | 66                         |
| Наджаф               | 54                         |
| Кадисия              | 58                         |
| Сулеймания           | 46                         |
| Киркук               | 36                         |
| Эрбиль               | 44                         |
| Бабиль               | 51                         |
| Багдад               | 10                         |
| Дахук                | 42                         |
| Дияла                | 32                         |
| Кербела              | 56                         |
| Майсан               | 62                         |
| Найнава / Мосул      | 41                         |
| Салах-эд-Дин         | 34                         |
| Ди-Кар               | 64                         |
| Васит                | 52                         |